# 可愛動物日記
《可愛動物日記》是日本漫畫家武田日向所創作的漫畫作品。

## 概要
《可愛動物日記》最初在《月刊Comic Dragon》（月刊コミックドラゴン）2001年5月號至2003年4月號連載，後來轉移到《月刊Dragon Age》（月刊コミックドラゴン）2003年5月號至同年9月號連載，單行本一共三冊。而中文版由台灣角川書店所代理發行。
《狐狸與花雀：武田日向短篇集》（富士見書房2007年初版，台灣角川書店2008年3月20日初版第1刷，中文版ISBN 978-986-174-618-0）第105至138頁收錄〈可愛動物日記番外篇：Yaeka's Airmail〉共5話，第104頁收錄〈可愛動物日記 番外篇的番外篇〉共1頁。

## 舞台設定
- 在這部作品與現實的日本不盡相同，以北海道為模型的北海道州（在這個世界的日本是州制度）為舞台。

## 登場人物

### 鈴乃動物醫院相關
本草 八重佳
本作品的主角，非常喜愛動物，感情起伏非常激烈。
如月 芹奈
八重佳的學姐，成績非常優秀。
朝霞 鈴乃
與進修中八重佳不同，是個獸醫學校畢業的職業獸醫。

### 八重佳的同班同學
船越 水葉
與八重佳的同班同學也是青梅竹馬。在「靠近南邊的海的動物醫院（名稱不詳）」進修中。
市村 球貴
對芹奈非常憧憬。在「商店街裡的動物醫院（名稱不詳）」進修中。
堤 偲
聽得懂「動物的聲音的特殊能力」。為了研究動物學，獸醫學等，在大學的研究所工作。因為了解對方的感情，而積極的掛念著。

### 八重佳的學姐
日下 周
把優等生的芹奈視為眼中釘。夢想是成為北海道州的領導者。進修地不明（在作品中有在像牧場一樣的地方的插畫）。
勝木 真琴
在「貓的主題樂園（名稱不詳）」進修中。

## 單行本
- 第一冊 ISBN 4049261960（日語，2002年5月1日初版）、ISBN 986-799-354-3（中文，2002年11月16日初版第1刷）
- 第二冊 ISBN 4049262193（日語，2003年3月1日初版）、ISBN 986-799-395-0（中文，2003年6月1日初版第1刷）
- 第三冊 ISBN 4049262436（日語，2004年3月1日初版）、ISBN 986-766-488-4（中文，2004年5月17日初版第1刷）

## 廣播劇CD
2004年8月27日由Frontier Works販售。
配音員
- 本草八重佳：南央美
- 朝霞鈴乃：久川綾
- 如月芹奈：氷上恭子
- 船越水葉：斎藤千和
- 市村珠貴：渡邊明乃
- 勝木真琴：生天目仁美
- 堤偲：新谷良子
- 日下周：大原沙耶香

## 外部連結
- （繁體中文）台灣角川的介紹頁[]